# Драга (Иг)
Драга (словен. Draga) је насељено место у општини Иг, Средњесловенска регија, Словенија.

## Историја
До територијалне реорганизације у Словенији била је у саставу града Љубљане, односно старе општине Вич–Рудник. Као самостално насеље, Драга постоји од 2007. године. Настала је спајањем делова насеља Добравица и Сарско.

## Становништво
У попису становништва из 2011. године, Драга је имала 174 становника.
| Број становника према пописима |
| ------------------------------ |
| 2011                           |
| 174                            |

Напомена: Године 2007. настала спајањем посебних делова из насеља Добравица и Сарско.